# Kaarsenmuseum
Het Kaarsenmuseum, voorheen Baarle's Museum, is een museum in Baarle. Het ligt aan het Kerkplein voor de Sint-Remigiuskerk, de kerk van Baarle-Hertog. Het museum is gevestigd in een voormalige parochiezaal.
In het museum zijn kaarsen te zien van de hand van Frits Spies. Hij heeft de kaarsen gemaakt van bijenwas. Eigenlijk zijn het beelden van bijenwas, maar omdat ze voorzien zijn van een pit is de aanduiding kaars gerechtvaardigd. De uitbeeldingen hebben een religieus thema. In eerste instantie was het een privéverzameling, maar in overleg met de gemeente Baarle-Hertog zijn de kaarsen nu opgesteld in het museum. 